# Yarek Gasiorowski
Yarek Gasiorowski Hernandis (Polinyà de Xúquer, 12 gennaio 2005) è un calciatore spagnolo con cittadinanza polacca, difensore del PSV.

## Biografia
È in possesso della cittadinanza polacca tramite le origini del padre.

## Carriera

### Club
Gasiorowski è cresciuto nel settore giovanile del Valencia dove ha iniziato a giocare nel 2012. Il 4 agosto 2022 ha firmato il suo primo contratto professionistico e poco dopo è stato inserito dal The Guardian nella lista dei 60 migliori calciatori nati dopo il 2005.
Il 5 gennaio 2023 ha debuttato con il Valencia Mestalla nell'incontro di Segunda División RFEF vinto 2-1 contro lo Lleida Esportiu. Il 7 ottobre dello stesso anno ha esordito anche con la prima squadra nell'incontro di Primera División pareggiato 1-1 contro il Maiorca.
Il 10 luglio 2025 passa al PSV, firmando un contratto valido fino al 2030.

### Nazionale
Ha giocato nelle nazionali giovanili spagnole Under-17 ed Under-19. Nel luglio del 2024 ha partecipato all'Europeo Under-19 svolto in Irlanda del Nord vincendolo battendo in finale la Francia 2-0.

## Statistiche

### Presenze e reti nei club
Statistiche aggiornate al 13 dicembre 2024.
| Stagione                 | Squadra                  | Campionato               | Campionato | Campionato | Coppe nazionali | Coppe nazionali | Coppe nazionali | Coppe continentali | Coppe continentali | Coppe continentali | Altre coppe | Altre coppe | Altre coppe | Totale | Totale | Totale |
| Stagione                 | Squadra                  | Comp                     | Pres       | Reti       | Comp            | Pres            | Reti            | Comp               | Pres               | Reti               | Comp        | Pres        | Reti        | Pres   | Reti   |        |
| ------------------------ | ------------------------ | ------------------------ | ---------- | ---------- | --------------- | --------------- | --------------- | ------------------ | ------------------ | ------------------ | ----------- | ----------- | ----------- | ------ | ------ | ------ |
| 2022-2023                | Valencia Mestalla        | PF                       | 2+2        | 0          | -               | -               | -               | -                  | -                  | -                  | -           | -           | -           | 4      | 0      |        |
| 2023-2024                | Valencia Mestalla        | PF                       | 7          | 0          | -               | -               | -               | -                  | -                  | -                  | -           | -           | -           | 7      | 0      |        |
| Totale Valencia Mestalla | Totale Valencia Mestalla | Totale Valencia Mestalla | 9+2        | 0          |                 | -               | -               |                    | -                  | -                  |             | -           | -           | 11     | 0      |        |
| 2023-2024                | Valencia                 | PD                       | 14         | 0          | CR              | 2               | 0               | -                  | -                  | -                  | -           | -           | -           | 16     | 0      |        |
| 2024-2025                | Valencia                 | PD                       | 8          | 0          | CR              | 2               | 0               | -                  | -                  | -                  | -           | -           | -           | 10     | 0      |        |
| Totale Valencia          | Totale Valencia          | Totale Valencia          | 22         | 0          |                 | 4               | 0               |                    | -                  | -                  |             | -           | -           | 26     | 0      |        |
| Totale carriera          | Totale carriera          | Totale carriera          | 31+2       | 0          |                 | 4               | 0               |                    | -                  | -                  |             | -           | -           | 37     | 0      |        |

## Palmarès

### Club
- Supercoppa dei Paesi Bassi: 1

PSV: 2025

### Nazionale
- Campionato d'Europa Under-19: 1

Irlanda del Nord 2024